# Seznam vodních ploch v Praze
Na území hlavního města Prahy se nachází kolem 290 ha vodních ploch. Z toho je 182 rybníků o celkové ploše 180 ha, 3 přehradní nádrže o ploše 57 ha a 37 retenčních nádrží o ploše 29 ha. Rozlohově největší vodní plochou je vodní nádrž Hostivař následovaná Počernickým rybníkem.
Více než třetinu těchto vodních děl spravuje organizace Lesy hl. m. Prahy, středisko vodních toků pod vedením Odboru ochrany prostředí Magistrátu hlavního města Prahy (OOP MHMP). V 21. století postupně probíhá obnova a revitalizace pražských nádrží.
Stejně jako na celém území Česka, i v Praze tvoří z počtu vodních ploch největší podíl rybníky. V článku nejsou uvedeny nevýznamné a nepojmenované vodní plochy, dešťové usazovací nádrže a technické nádrže, ani plochy ponechávané jako suché poldry.

## Dle umístění
Tento výčet je rozdělen podle územního členění na 10 obvodů, katastrální území je uvedeno vždy v závorce za názvem a rozlohou. Údaje o rozloze vodní plochy jsou převzaty z portálu Pražská příroda, případně z Katastru nemovitostí.

### Praha 4

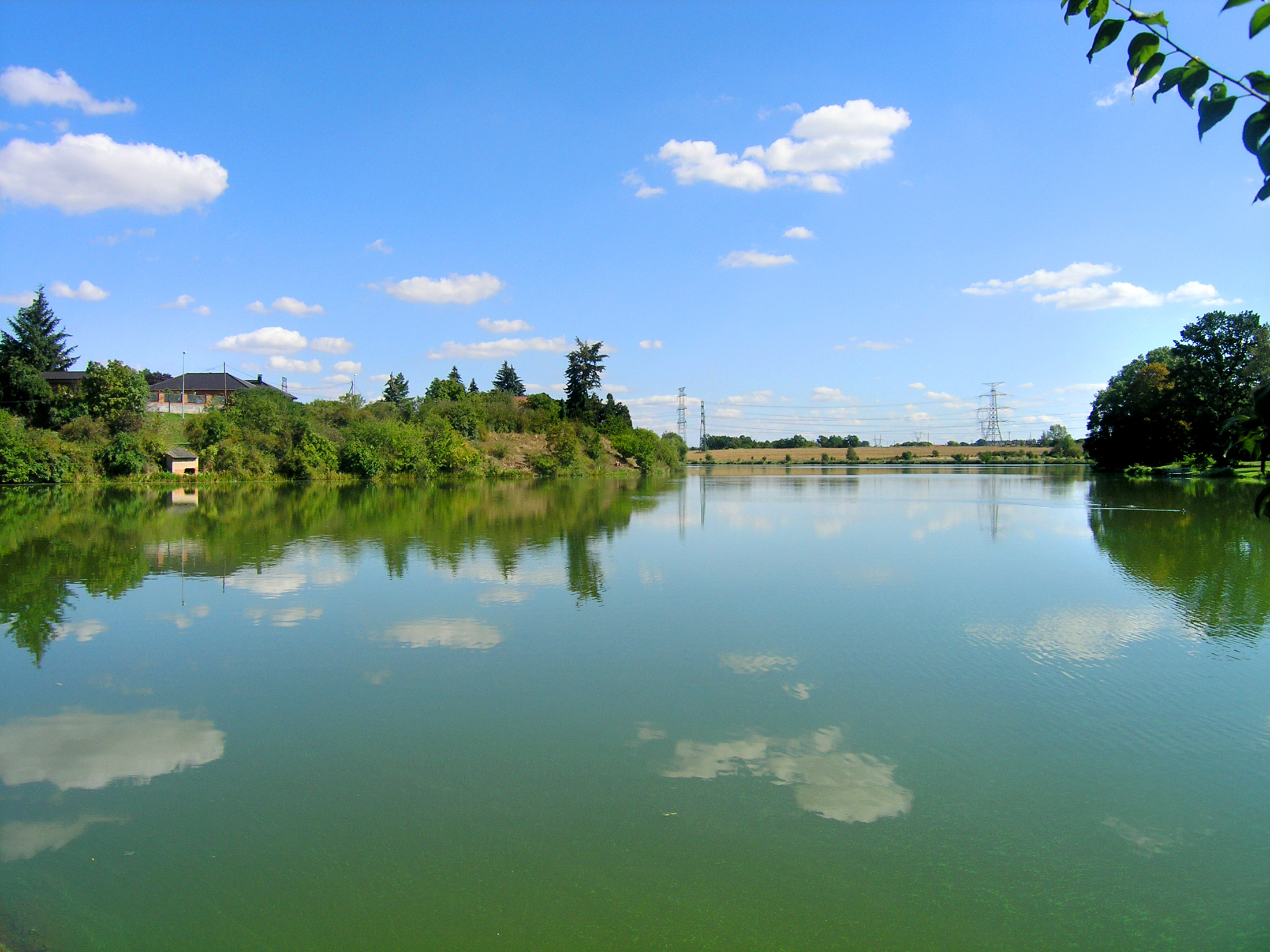
Rybník Šeberák v Praze 4 – Kunraticích

- Košíkovské nádrže: horní 1,2196 ha; dolní 1,0600 ha (Chodov)
- Dvorecký rybník 0,0765 ha (Kamýk)
- Labuť 1,1829 ha (Krč)
- Zámecký rybník 0,88 ha (Krč)
- Sýkorka 0,835 ha (Krč)
- Ohrada 0,3398 ha (Kunratice)
- Dolnomlýnský rybník, též Mlejňák či Bartůněk 0,6873 ha (Kunratice)
- Hornomlýnský rybník 1,4984 ha (Kunratice)
- Olšanský rybník 4,4 ha (Kunratice)
- Šeberák 9,0 ha (Kunratice)
- U Vodotoku 0,2505 ha (Lhotka)
- Biotop Lhotka (koupaliště Novodvorská) 0,78 ha (Lhotka)
- Zátišský rybník 0,1865 ha (Lhotka)
- Kalibárna, též Na Mýtě 1 ha (Libuš)
- Retenční nádrž Libušská 0,7 ha (Libuš)
- Borový rybník 0,3160 ha (Modřany)
- Lipiny 0,4361 ha (Modřany)
- Modřanské tůně 0,42 ha (Modřany)
- Brůdek 1,0139 ha (Šeberov)
- Hrnčířský rybník 5,0613 ha (Šeberov)
- Jordán, též Nový Šeberov 0,9399 ha (Šeberov)
- Jordánek 0,7761 ha (Šeberov)
- Kovářský rybník 1,4291 ha (Šeberov)
- Nový rybník pod Šeberovem 1,02 ha (Šeberov)
- Sladkovský rybník 0,4288 ha (Šeberov)
- Šeberovský rybník, jinak též Mlýnský rybník 2,2782 ha (Šeberov)
- Šmatlík 0,4390 ha (Šeberov)
- Šmejkal 0,5323 ha (Šeberov)
- Kosiňák 0,52 ha (Točná)
- Homolka 0,9350 ha (Újezd u Průhonic)
- Milíčovský rybník, jinak též Nový rybník 2,8582 ha (Újezd u Průhonic)
- Návesní rybník, jinak též Nový rybník 0,8004 ha (Újezd u Průhonic)
- Kančík 0,2025 ha (Újezd u Průhonic)
- Sukov 1,0597 ha (Újezd u Průhonic)
- Vrah 2,6025 ha (Újezd u Průhonic)

### Praha 5

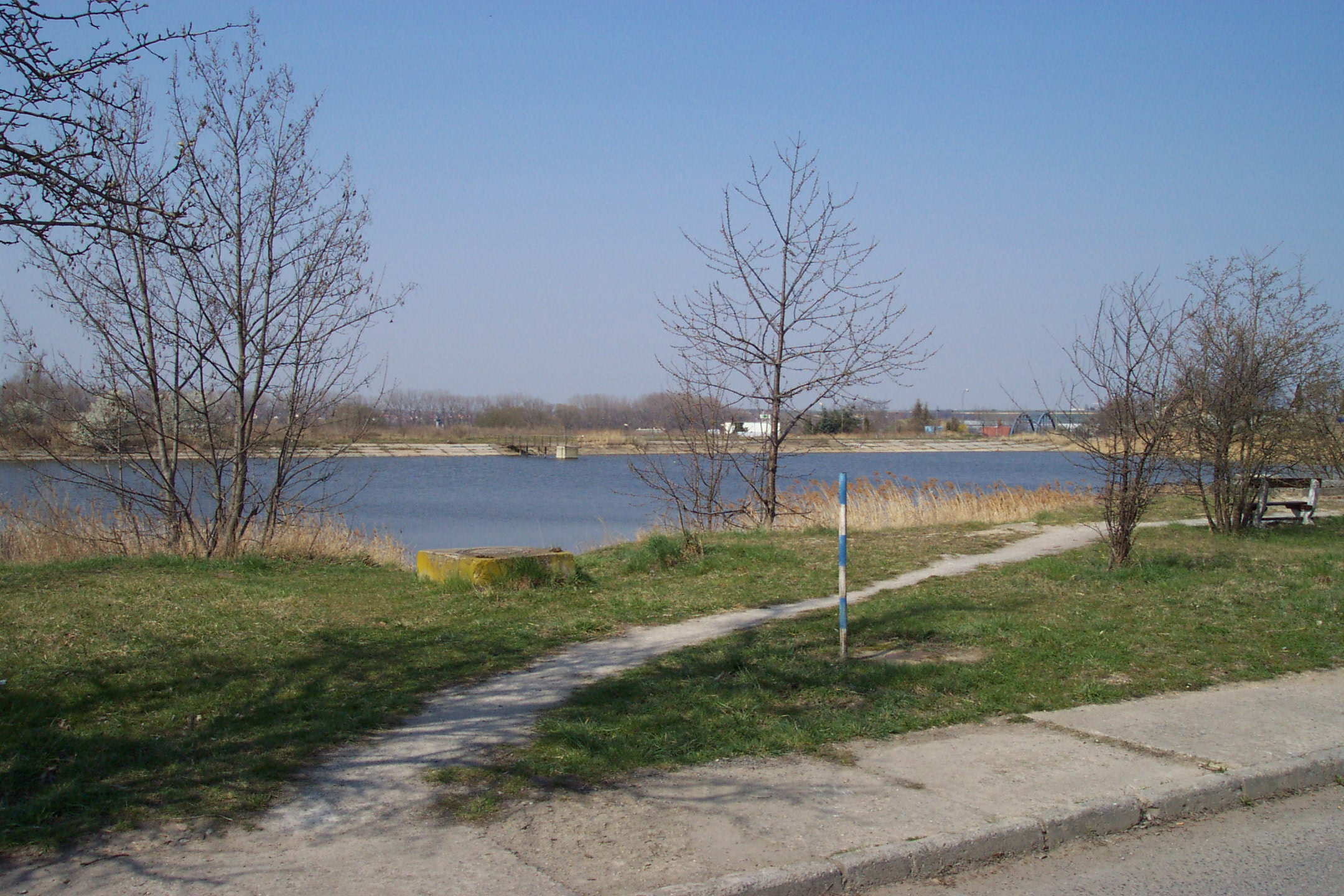
Velký rybník na Zličíně

- Jezírko v lomu 0,25 ha (Hlubočepy)
- Retenční nádrž Asuán 1,6120 ha (Jinonice)
- Butovický rybník 0,1875 ha (Jinonice)
- Jinonický rybník 0,2780 ha (Jinonice)
- Panský rybník, též Zámecký 0,2409 ha (Jinonice)
- Retenční nádrž (rybník) Kotlářka 0,58 ha (Košíře)
- Motolské rybníky: Horní 1,0018 ha; Prostřední 1,4984 ha; Dolní 0,5005 ha (Motol)
- Mlýnský rybník (u krematoria) 0,1062 ha (Motol)
- Pivovarský rybník 0,2302 ha (Motol)
- Retenční nádrž Ořech 1,00 ha (Řeporyje)
- Nepomucký rybník 2,1950 ha (Stodůlky)
- Pod Vlkem 0,0508 ha (Stodůlky)
- Stodůlecký rybník 1,7130 ha (Stodůlky)
- tůně v PP Krňák: Krňov 4,5 ha; Malá řeka 4 ha (Zbraslav)
- Velký rybník, jinak též Dolejšák 1,92 ha (Zličín)
- Hliník 1,18 ha (Zličín)

### Praha 6
- Kajetánka 0,2206 ha (Břevnov)

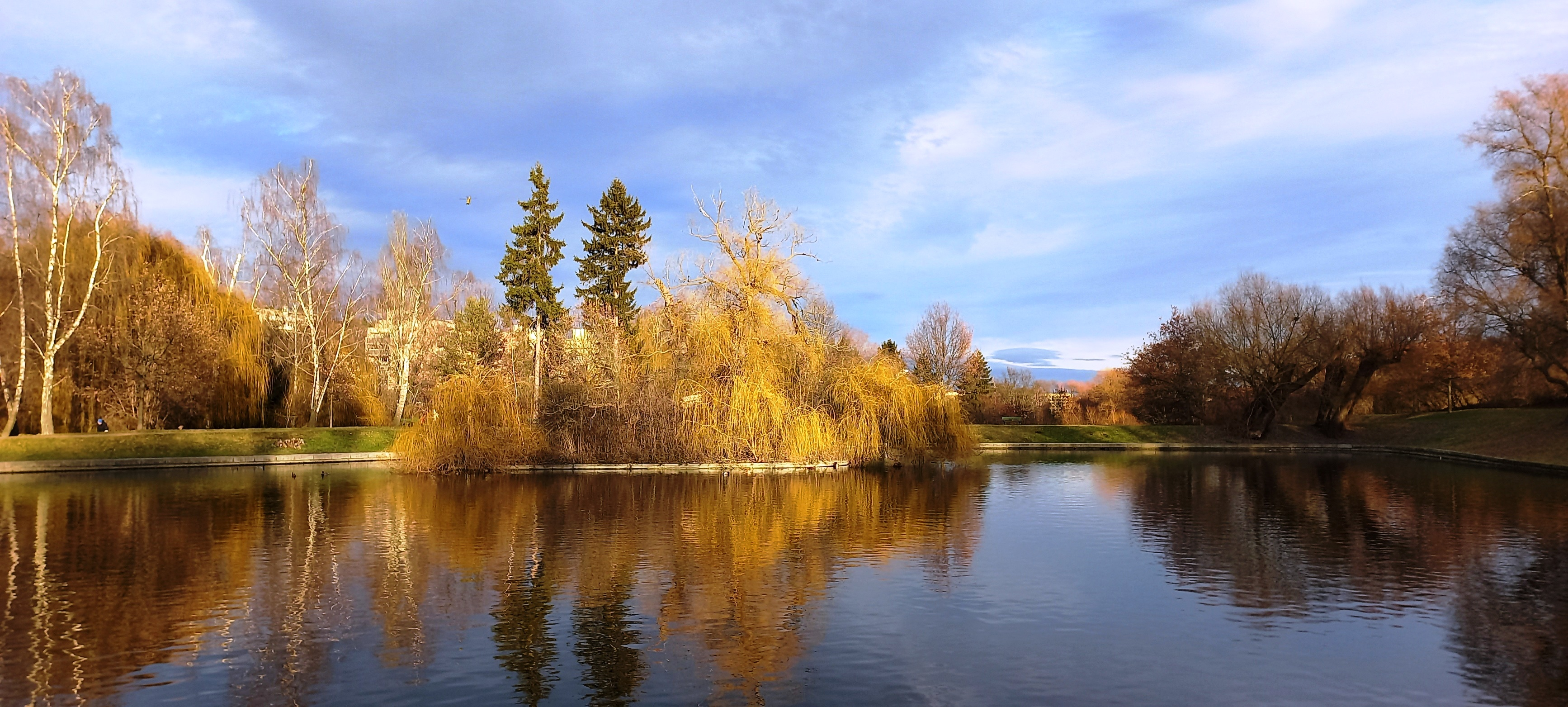
Rybník Markéta I (Velká Markéta) – Břevnov

- Velká Markéta (Markéta I) 0,4492 ha (Břevnov)
- Malá Markéta (Markéta II) 0,1457 ha (Břevnov)
- Vincentinum 0,2560 ha (Břevnov)
- Dubák 0,63 ha (Dejvice)
- Libocký rybník 2,7035 ha (Liboc)
- Terezka 0,2060 ha (Liboc)
- Ve Hvězdě 0,2554 ha (Liboc)
- Retenční nádrž Jiviny 9 ha (Ruzyně)
- Manský rybník 0,21 ha (Ruzyně)
- Vodní nádrž Džbán 13 ha (Vokovice)
- Vokovický rybník 0,1205 ha (Vokovice)

### Praha 7
- Seznam vodních ploch v Praze 7

### Praha 8
- Seznam vodních ploch v Praze 8

### Praha 9
- Seznam vodních ploch v Praze 9

### Praha 10
- Seznam vodních ploch v Praze 10

## Podle rozlohy
(tabulka obsahuje i některé další údaje, ale nejsou v ní všechny vodní plochy uvedené výše)
| Pořadí | Název                             | Obrázek | Rozloha [ha] | Maximální hloubka [m] | Nadm. výška [m] | Objem [tis.m³] | Odtok (povodí)                                     | Katastr. území                   | Obvod    | Vlastník     |
| ------ | --------------------------------- | ------- | ------------ | --------------------- | --------------- | -------------- | -------------------------------------------------- | -------------------------------- | -------- | ------------ |
| 1.     | Vodní nádrž Hostivař              |         | 34,9000      | ...                   | ...             | 1310,000       | Botič                                              | Háje, Hostivař, Petrovice        | Praha 10 | Hl. m. Praha |
| 2.     | Počernický rybník                 |         | 19,4000      | ...                   | 228             | 310,000        | Rokytka                                            | Dolní Počernice                  | Praha 9  | Hl. m. Praha |
| 3.     | Podleský rybník                   |         | 14,1400      | 4,0                   | 268             | 355,000        | Říčanský potok                                     | Uhříněves                        | Praha 10 | soukromý     |
| 4.     | Vodní nádrž Džbán                 |         | 13,0000      | ...                   | ...             | 302,000        | Šárecký potok                                      | Liboc, Vokovice                  | Praha 6  | Hl. m. Praha |
| 5.     | Kyjský rybník                     |         | 12,7620      | 4,0                   | 213             | 455,480        | Rokytka                                            | Kyje                             | Praha 9  | Hl. m. Praha |
| 6.     | Šeberák                           |         | 9,9549       | ...                   | 279             | ...            | Kunratický potok                                   | Kunratice                        | Praha 4  | Hl. m. Praha |
| 7.     | Retenční nádrž Jiviny             |         | 9,0000       | ...                   | ...             | 138,000        | Litovický potok                                    | Ruzyně                           | Praha 6  | Hl. m. Praha |
| 8.     | Slatina                           |         | 8,7600       | ...                   | ...             | 70,330         | Hostavický potok                                   | Dubeč                            | Praha 10 | Hl. m. Praha |
| 9.     | Hrnčířský rybník                  |         | 5,0613       | ...                   | ...             | ...            | Kunratický potok                                   | Šeberov                          | Praha 4  | ČR           |
| 10.    | Martiňák (Čeněk)                  |         | 4,9700       | ...                   | 223             | 39,500         | Svépravický potok                                  | Dolní Počernice                  | Praha 9  | Hl. m. Praha |
| 11.    | V Rohožníku (Dubečský rybník)     |         | 4,4600       | ...                   | ...             | 51,284         | Říčanský potok                                     | Dubeč                            | Praha 10 | Hl. m. Praha |
| 12.    | Markéta                           |         | 4,4400       | ...                   | ...             | ...            | Rokytka                                            | Hájek u Uhříněvsi, Královice     | Praha 10 | soukromý     |
| 13.    | Olšanský rybník                   |         | 4,4000       | ...                   | ...             | 69,000         | Kunratický potok                                   | Kunratice                        | Praha 4  | Hl. m. Praha |
| 14.    | Hořejší rybník                    |         | 4,0570       | ...                   | ...             | 65,000         | Rokytka                                            | Hloubětín                        | Praha 9  | Hl. m. Praha |
| 15.    | Hamerský rybník                   |         | 3,8000       | ...                   | ...             | 65,000         | Botič                                              | Záběhlice                        | Praha 10 | Hl. m. Praha |
| ...    | V Pískovně (Pískovna)             |         | 3,5000       | ...                   | ...             | 25,000         | Rokytka                                            | Hostavice, Dolní Počernice       | Praha 9  | Hl. m. Praha |
| ...    | Xaverovský rybník II (Biologický) |         | 3,3063       | ...                   | ...             | ...            | Svépravický potok                                  | Horní Počernice                  | Praha 9  | Hl. m. Praha |
| ...    | Nový lítožnický rybník            |         | 3,0392       | ...                   | ...             | ...            | Říčanský potok                                     | Dubeč                            | Praha 10 | Hl. m. Praha |
| ...    | Milíčovský rybník (Nový)          |         | 2,8582       | ...                   | ...             | 24,000         | Milíčovský potok                                   | Újezd u Průhonic                 | Praha 4  | Hl. m. Praha |
| ...    | Šáteček (Šátek)                   |         | 2,7229       | ...                   | ...             | 29,500         | Milíčovský potok                                   | Petrovice                        | Praha 10 | Hl. m. Praha |
| ...    | Libocký rybník                    |         | 2,7035       | ...                   | ...             | 44,933         | Litovický potok                                    | Liboc                            | Praha 6  | Hl. m. Praha |
| ...    | Vrah                              |         | 2,6025       | ...                   | ...             | ...            | Milíčovský potok                                   | Újezd u Průhonic                 | Praha 4  | soukromý     |
| ...    | Velká Obůrka                      |         | 2,1300       | ...                   | ...             | 25,000         | Vinořský potok                                     | Vinoř                            | Praha 9  | ...          |
| ...    | Vinořský rybník (Biologický)      |         | 1,5000       | ...                   | ...             | 19,500         | Vinořský potok                                     | Vinoř                            | Praha 9  | Hl. m. Praha |
| ...    | Hornomlýnský rybník (Vernerák)    |         | 1,4984       | ...                   | ...             | 33,554         | Kunratický potok                                   | Kunratice                        | Praha 4  | Hl. m. Praha |
| ...    | Prostřední Motolský rybník (R2)   |         | 1,4984       | ...                   | ...             | 19,263         | Motolský potok                                     | Motol                            | Praha 5  | Hl. m. Praha |
| ...    | Labuť                             |         | 1,1829       | ...                   | ...             | 22,780         | Kunratický potok                                   | Krč                              | Praha 4  | Hl. m. Praha |
| ...    | Horní Motolský rybník (R1)        |         | 1,0018       | ...                   | ...             | 10,514         | Motolský potok                                     | Motol                            | Praha 5  | Hl. m. Praha |
| ...    | Jordán                            |         | 0,9399       | ...                   | ...             | 9,400          | Kunratický potok                                   | Šeberov                          | Praha 4  | Hl. m. Praha |
| ...    | Homolka                           |         | 0,9350       | ...                   | ...             | 12,400         | Milíčovský potok                                   | Újezd u Průhonic                 | Praha 4  | Hl. m. Praha |
| ...    | Aloisov                           |         | 0,8800       | ...                   | ...             | 14,500         | Rokytka                                            | Černý Most                       | Praha 9  | Hl. m. Praha |
| ...    | Dolnomlýnský rybník (Bartůněk)    |         | 0,6873       | ...                   | ...             | 10,694         | Kunratický potok                                   | Kunratice                        | Praha 4  | Hl. m. Praha |
| ...    | Čimický rybník                    |         | 0,6500       | ...                   | ...             | 11,200         | Čimický potok                                      | Čimice                           | Praha 8  | Hl. m. Praha |
| ...    | U Pohanků (Pohánkův rybník)       |         | 0,6500       | ...                   | ...             | 6,950          | Vinořský potok                                     | Vinoř                            | Praha 9  | ...          |
| ...    | Jezírko na Letné                  |         | 0,6500       | ...                   | ...             | ...            | ...                                                | Holešovice                       | Praha 7  | ...          |
| ...    | Cukrovarský rybník                |         | 0,6000       | ...                   | ...             | 4,000          | Vinořský potok                                     | Vinoř                            | Praha 9  | ...          |
| ...    | Dolní Motolský rybník (R3)        |         | 0,5005       | ...                   | ...             | 5,394          | Motolský potok                                     | Motol                            | Praha 5  | Hl. m. Praha |
| ...    | Dolní rybník                      |         | 0,5000       | ...                   | ...             | ...            | bezejmenný levostranný přítok Svépravického potoka | Dolní Počernice                  | Praha 9  | Hl. m. Praha |
| ...    | U Kamenného stolu                 |         | 0,4937       | ...                   | ...             | 5,737          | Vinořský potok                                     | Vinoř                            | Praha 9  | Hl. m. Praha |
| ...    | Malá Obůrka                       |         | 0,4500       | ...                   | ...             | 7,600          | Vinořský potok                                     | Vinoř                            | Praha 9  | ...          |
| ...    | Ctěnický rybník                   |         | 0,4500       | ...                   | ...             | ...            | Ctěnický potok                                     | Vinoř                            | Praha 9  | ...          |
| ...    | Velká Markéta (Markéta I)         |         | 0,4492       | ...                   | ...             | 7,630          | Brusnice                                           | Břevnov                          | Praha 6  | Hl. m. Praha |
| ...    | Lipiny                            |         | 0,4361       | ...                   | ...             | 8,490          | Libušský potok                                     | Modřany                          | Praha 4  | Hl. m. Praha |
| ...    | Sladkovský rybník                 |         | 0,2942       | ...                   | ...             | ...            | Kunratický potok                                   | Šeberov                          | Praha 4  | Hl. m. Praha |
| ...    | Ledvinka-Laguna                   |         | 0,2800       | ...                   | ...             | ...            | Chvalka                                            | Horní Počernice                  | Praha 9  | Hl. m. Praha |
| ...    | Jinonický rybník                  |         | 0,2780       | ...                   | ...             | 4,250          | Jinonický potok                                    | Jinonice                         | Praha 5  | Hl. m. Praha |
| ...    | Prostřední chaberský rybník       |         | 0,2758       | ...                   | ...             | 3,676          | Drahanský potok                                    | Dolní Chabry                     | Praha 8  | Hl. m. Praha |
| ...    | Smolíček                          |         | 0,2600       | ...                   | ...             | ...            | spojnice Chvalky a Svépravického potoka            | Horní Počernice, Dolní Počernice | Praha 9  | Hl. m. Praha |
| ...    | Vincentinum                       |         | 0,2560       | ...                   | ...             | 5,272          | Brusnice                                           | Břevnov                          | Praha 6  | Hl. m. Praha |
| ...    | Ve Hvězdě                         |         | 0,2554       | ...                   | ...             | 2,250          | Světluška                                          | Liboc                            | Praha 6  | Hl. m. Praha |
| ...    | Petrovický rybník                 |         | 0,2550       | ...                   | ...             | 2,770          | Milíčovský potok                                   | Petrovice                        | Praha 10 | Hl. m. Praha |
| ...    | Panský rybník (Zámecký)           |         | 0,2409       | ...                   | ...             | 3,702          | Jinonický potok                                    | Jinonice                         | Praha 5  | Hl. m. Praha |
| ...    | Pivovarský rybník                 |         | 0,2302       | ...                   | ...             | 2,537          | Motolský potok                                     | Motol                            | Praha 5  | Hl. m. Praha |
| ...    | Prostředníček                     |         | 0,2100       | ...                   | ...             | ...            | spojnice Chvalky a Svépravického potoka            | Horní Počernice                  | Praha 9  | Hl. m. Praha |
| ...    | Terezka                           |         | 0,2060       | ...                   | ...             | 2,930          | Litovický potok                                    | Liboc                            | Praha 6  | Hl. m. Praha |
| ...    | Kančík                            |         | 0,2025       | ...                   | ...             | 2,000          | Milíčovský potok                                   | Újezd u Průhonic                 | Praha 4  | Hl. m. Praha |
| ...    | Pokorňák                          |         | 0,1900       | ...                   | ...             | 2,260          | Třeboradický potok                                 | Březiněves                       | Praha 8  | Hl. m. Praha |
| ...    | Butovický rybník                  |         | 0,1875       | ...                   | ...             | 2,400          | Jinonický potok                                    | Jinonice                         | Praha 5  | Hl. m. Praha |
| ...    | Ostrov                            |         | 0,1800       | ...                   | ...             | ...            | spojnice Chvalky a Svépravického potoka            | Horní Počernice                  | Praha 9  | Hl. m. Praha |
| ...    | Koztoprtský rybník                |         | 0,1780       | ...                   | ...             | ...            | Čimický potok                                      | Bohnice                          | Praha 8  | Hl. m. Praha |
| ...    | Malá Markéta (Markéta II)         |         | 0,1457       | ...                   | ...             | 1,510          | Brusnice                                           | Břevnov                          | Praha 6  | Hl. m. Praha |
| ...    | Vokovický rybník                  |         | 0,1205       | ...                   | ...             | 1,000          | Litovický potok                                    | Vokovice                         | Praha 6  | Hl. m. Praha |
| ...    | Mlýnský rybník u krematoria       |         | 0,1062       | ...                   | ...             | 0,905          | Motolský potok                                     | Motol                            | Praha 5  | Hl. m. Praha |
| ...    | Prosecký rybník                   |         | 0,0666       | ...                   | ...             | 0,782          | Prosecký potok                                     | Prosek                           | Praha 9  | Hl. m. Praha |
| ...    | Horní chaberský rybník            |         | 0,0599       | ...                   | ...             | 0,563          | Drahanský potok                                    | Dolní Chabry                     | Praha 8  | Hl. m. Praha |